# بندر الحمریه
میناء الحمریة (به عربی: میناء الحمریة) یک منطقهٔ مسکونی در امارات متحده عربی است که در دبی، امارات واقع شده‌است.